# Erica Martrece Wilson
Erica Martrece Wilson (* 26. Mai 1991 in Akron, Ohio) ist eine US-amerikanische Volleyballspielerin.

## Karriere
Wilson wuchs in Oceanside in Kalifornien auf und begann mit dem Volleyball an der heimatlichen Fallbrook High School. Von 2009 bis 2013 spielte sie an der Arizona State University für die Sun Devil Athletics.
Mit der US-amerikanischen U23-Nationalmannschaft erreichte sie im Oktober 2013 bei der U23-WM in Mexiko den vierten Platz. In der Saison 2014/15 spielte Wilson in der deutschen Bundesliga beim Köpenicker SC. Nach einer Saison in der Schweiz bei Volley Köniz, in der sie im Supercupfinale der Eidgenossinnen stand, kehrte sie 2016 zurück nach Deutschland und spielte eine Saison beim USC Münster. 2017 wechselte Wilson in die Türkei zu Manisa Büyükşehir Belediyespor. In der folgenden Spielzeit stand die US-Amerikanerin im Kader von Cignal HD Spikers, einem Verein aus der philippinischen Hauptstadt und wurde mit ihrem Team Vizemeisterin und als beste Außenangreiferin der Liga ausgezeichnet. Von 2020 bis 2022 erfüllte sie einen Vertrag der Athletes Unlimited Pro League in Dallas in ihrem Heimatland.

## Auszeichnungen
2019 – beste Außenangreiferin in der Philippinischen Liga